# جبران باسيل
جبران باسيل (ولد في 21 يونيو 1970) هو سياسي لبناني يقود التيار الوطني الحر منذ 2015.
إنضمّ باسيل مبكراً إلى التيار، وعيّن وزيراً للإتصالات في حكومة الحريري الأولى. في 2011، قدّم هو وباقي وزراء المعارضة استقالتهم، ما أدّى إلى انهيار الحكومة. تولّى لاحقاً منصب وزير الطاقة والمياه بين 2011 و2014 ثم وزير الخارجية والمغتربين بين 2014 و2020. أُنتخب نائباً عن البترون في الانتخابات النيابية 2018. تم استهدافه بشكل واسع خلال احتجاجات 2019–20.
يعتبر باسيل مرشّحاً لرئاسة الجمهورية، إلا أنّه يظل أحد أكثر الشخصيات إثارة للجدل في البلاد. يتّهم عادة بالفساد والعنصرية، كما فرضت عليه الولايات المتحدة في 2020 عقوبات مالية وفق قانون ماغنيتسكي.

## حياته العلمية والعملية
حصل في عام 1992 على شهادة الهندسة المدنية، ثم سنة 1993 على الماجستير في المواصلات من الجامعة الأميركية في بيروت.
- ترشح باسيل للانتخابات النيابية لعام 2005 عن دائرة الشمال الثانية - البترون إلا إنه خسر بها أمام أنطوان زهرا وبطرس حرب، كما ترشح عام 2009 من جديد في الانتخابات عن دائرة البترون لكنه انهزم مرة أخرى أمامهما.
- اعتبر مع إبراهيم كنعان أحد القياديين الرئيسيين في التيار الوطني الحر، وظهر ذلك أثناء الأزمة مع تحالف 14 آذار كأحد رموز المعارضة قائلًا عن الحكومة بأنها تمتهن زرع الشقاق ولم نر في عهدها سوى ازدهار الارهاب.[5]
- في 27 أغسطس 2015 تم انتخابه بالتزكية رئيسا لـ التيار الوطني الحر خلفا للعماد ميشال عون بعد ردّ طلب اللائحة المنافسة لعدم تضمنها كافة المستندات القانونية المطلوبة.[6]
- عين وزيرًا لعدة وزارات:
  - من 11 يوليو 2008 إلى 9 نوفمبر 2009 وزيرًا للاتصالات بالحكومة الأولى في عهد الرئيس ميشال سليمان برئاسة الرئيس فؤاد السنيورة.
  - من 9 نوفمبر 2009 إلى 13 يونيو 2011 وزيرًا للطاقة والمياه بحكومة الرئيس سعد الدين الحريري في عهد الرئيس ميشال سليمان.
  - من 13 يونيو 2011 إلى 15 فبراير 2014 أعيد تعيينه وزيرًا للطاقة والمياه بحكومة الرئيس نجيب ميقاتي في عهد الرئيس ميشال سليمان.
  - من 15 فبراير 2014 إلى 18 ديسمبر 2016 عين وزيراً للخارجية بحكومة الرئيس تمام سلام في عهد الرئيس ميشال سليمان.
  - في 18 ديسمبر 2016 أعيد تعينه وزيراً للخارجية بحكومة الرئيس سعد الدين الحريري في عهد الرئيس ميشال عون
  - خسر الانتخابات النيابية مرتين والبلدية مرة وانتخب نائباً عن البترون في الانتخابات التشريعية عام 2018.

## علاقاته مع حزب الله
بدأت علاقات حزب التيار الوطني الحر وحزب الله في عام 2006، عندما وقع الجانبان على اتفاق مار مخايل. وقعا على هذا التفاهم ميشال عون وحسن نصر الله، بهدف التأكيد على مصلحاتهما المشتركة. يشمل الاتفاق 10 بنودًا، من بينها تعزيز الديمقراطية التوافقية، نزع سلاح حزب الله، الحفاظ على قانون انتخابي نسبي وغيرها. أدت التفاهمات إلى دعم التيار الوطني الحر لحزب الله خلال حرب لبنان 2006، وكما لدعم حزب الله لترشح ميشال عون لرئاسة الجمهورية في 2016. لكن منذ نهاية ولاية عون في 2022، شهدت العلاقات بين الجانبين توترات كثيرة، وظهرت الحزبان اختلافات عديدة.
في عام 2022، قال جبران باسيل إن "تحالفنا مع حزب الله في خطر"، وإن حزبه بحاجة إلى شيء جديد ومختلف. وقال ذلك بعد تصريح حزب الله عن أهمية الوحدة الشيعية والتعاون مع أمل. كما قال باسيل إن حزبه وقع على اتفاق مع حزب الله وليس مع أمل، وبعد اكتشاف تأثير حركة أمل على اتخاذ القرارات، فيُريد إعادة النظر.
متابعة لتدخل حزب الله في الحرب مع إسرائيل في 2023 وفتحهم جبهة عسمرية في جنوب لبنان، تحدث باسيل عدة مرات ضد سياسة الحزب وإستراتيجيته. في مارس 2024 قال باسيل إن حزبه عارض فتح الجبهة ضد إسرائيل ورفض التصعيد في جنوب البلاد. كما قال إن مبدأ وحدة الساحات الذي يدعمه حزب الله هو خطأ إستراتيجي.
وفي أكتوبر 2024، خلال مقابلة تلفزيونية له، أعلن باسيل عن انهيار التفاهم بين التيار الوطني الحر وحزب الله، وأكد أن "التيار ليس في وضع تحالف مع الحزب".

## حياته الأسرية
تزوج بعام 1999 من شانتال ميشال عون ولهما من الأبناء:
- يارا.
- غبريال.
- جورج.

## وصلات خارجية
- موقع جبران باسيل الرسمي